# バンバンバン
『ひるおび!・バンバンバン』は、2009年4月3日から2010年3月26日まで、毎日放送の制作により、TBS系列28局フルネットで放送（開始当初は生放送）されていた紀行・旅番組である。放送時間は、毎週金曜13:55 - 14:55（JST）。ハイビジョン制作。

## 概要
「生きている間に見ておきたいニッポン」をテーマに、板東英二とMBSアナウンサーの山中真が、毎週金曜日に全国各地のさまざまな場所で散歩をするという番組。キャッチフレーズは、「力の限り生中継」。高校野球やプロ野球の投手として活躍した板東の体力を活かして、「生きている間に見ておきたい日本の原風景」を歩いてゆく。中継先や企画の内容によっては、乗り物の上からの放送になったり、ゲストが中継に出演したりすることがある（後述）。
中継では毎回、中継先の地理やグルメ・宿泊などの情報を織り交ぜながら、板東・山中の姿を多彩なアングルで映し出す。徒歩で山の頂上や滝などに向かう模様を放送する場合には、2人が川や滝の水を飲んだり、板東が好物のゆで卵を食べたりする姿がそのまま放送されることが多い。中継に登場するアナウンサーや、中継用ケーブルの運搬などを担当するスタッフ（約40名前後）は、揃いの番組オリジナルTシャツ・赤のジャンパーを着用している。
放送開始から半年間は、中継・放送上の緊急事態に備えて、後枠の情報番組『ちちんぷいぷい』（一部地域ネット）と共用するスタジオ（MBS本社のギャラクシースタジオ）から“スタジオ見届けキャスター”が番組を進行。また、放送中に板東への応援メッセージをメールで募集したうえで、同キャスターが随時メッセージを紹介していた。
2009年10月2日の放送からは、番組の構成をリニューアル。原則として全編生中継へ移行したほか、板東・山中のパートナーとして、週替わりでゲストを中継に迎えている（後述）。スタジオパートを廃止したため、リニューアル前に比べて音声や映像の乱れが（放送上）目立つようになったが、山中による当意即妙の進行や字幕などでフォロー。滝中継を放送する際には、道中に見られる自然・植物や名産品・宿泊地・グルメスポットを紹介するVTRを、CMが明けるたびに挿入している。また、本編の放送終了時間も14:54に変更。エンディングから14:55からの各局別番組（MBSなど一部系列局では「もうすぐぷいぷい」）までの間に、1分のステブレを挟むようになった。
ちなみに、季節の変わり目には、MBSギャラクシースタジオからの全編生放送として総集編を放送。板東が中継で発した印象的な言葉を基に、過去の中継映像を振り返る構成になっている。
番宣CMについては、放送開始当初、板東自身が上半身裸で「日本全国から力の限り生中継」する意気込みを示すバージョンだけが放送されていた。後に、過去に放送された生中継から無作為に抽出・編集した映像に、山中のナレーションと「板東英二が日本全国から力の限り生中継」の文言を入れたバージョンも流れるようになった。
2009年12月4日からは、「日本一の定食作り」をテーマに、全編事前収録のロケ企画をシリーズで放送。その前週（11月27日、総集編）の放送から、エンディングで次週の予告映像を流すようになった。それまで登山が多かった番組の構成上、冬季に登山をすることは危険を伴うため、出演者やスタッフの安全を考慮した上で開始された企画である。番組上では、放送終了後に行われた打ち上げ会で、板東が「山登りもええけどね、僕はね、うまいもんが食べたいんや」と言って開始された企画ということになっている。また、ロケ企画を放送する場合には、板東・山中が訪問先で遭遇した出来事や人物を「エピソード in 〜（〜はロケ地の地名）」として字幕で細かく紹介する。
なお、2010年1月15日の放送では、再び生中継が実施された。また2010年3月26日の最終回でも生中継が行われた。

### 『ちちんぷいぷい』との関係
本番組は、『ちちんぷいぷい』金曜の中継コーナー（2009年3月まで関西ローカルで放送）を、全国ネットの番組として独立させたものである。出演者・進行用スタジオ・中継先の一部が共通していることもあって、同番組からの派生（兄弟）番組と位置付けられる。また、上記の中継コーナーと同様に、通常はカメラで映さない中継スタッフの映像も積極的に放送。当番組の直後に放送される『もうすぐぷいぷい』（『ちちんぷいぷい』の事前番組、本番組と同時に放送開始）では、本番組の中継地からの映像が流れたり、『ちちんぷいぷい』木曜・金曜パーソナリティの西靖が中継の感想を述べたりすることがある。生中継を実施した2010年1月15日には、『ちちんぷいぷい』の16時頃に、山中のみの出演で「厳冬スペシャル企画 金曜プチ中継」として中継の続きが放送された。
なお、板東は『ちちんぷいぷい』に金曜レギュラーとして復帰。本番組の中継企画も、同番組の金曜日で主に山中が単独でリポートを担当するなど関西ローカルながら継続されていた。

### 『ひるおび!』との関係
本番組は、TBS制作の情報番組『ひるおび!』の金曜14時台と位置付けられている。また、毎回、前枠番組の『えなりかずき!そらナビ』（CBC制作）からステブレレスでスタート。2009年7月10日放送分までは、当番組のオープニングで板東がえなりかずきとクロストークを展開したり、『そらナビ』のエンディングで当日の中継先の天気を伝えていた。ただし、同月17日放送分からは、本番組で独自に制作したオープニング映像を放送。上記のやり取りがなくなった。
2009年7月16日まで放送されていた『ひるおび!』月曜 - 木曜14時台は、TBSが制作を担当するローカルセールス枠（任意ネット）であった。しかし当番組は、ネットワークセールスの放送枠に当たることから、上記時間帯の非ネット局でも放送。TBSが『ひるおび!』月曜 - 木曜の放送時間を短縮した後も、『そらナビ』とともに、開始当初と同じ時間帯で生放送を続けていた。
2009年10月の改編（同年10月2日以降の放送）では、本番組の放送枠・時間帯をそのままに、『そらナビ』の放送時間を12:50 - 13:50に繰り上げ。『そらナビ』と本番組の間（13:50 -13:55）に、CBC制作の5分番組『ごごネタ!旬の種TV（→ごごネタ!解決!TV）』（2009年11月30日までは『おとなの教室』）が放送される。
当番組終了後の後番組には直前番組であった『えなりかずき!そらナビ』がスライド。この影響で金曜日の『ひるおび!』本編も1時間拡大となり全曜日とも2時間50分番組になった。

## 出演
板東以外のレギュラー出演者はMBSアナウンサー

終了時点
- 生中継パーソナリティ（司会）
  - 板東英二
    - 本番組の開始を機に、1999年10月の放送開始から9年半続いた『ちちんぷいぷい』木曜日へのレギュラー出演を終了した。
    - 2009年3月27日までは、当番組が放送される金曜日の夕方に、MBSラジオで冠番組『板東英二金曜生BAN BAN』を持っていた。同年4月からは、『板東英二のおばあちゃんと話そう』（	毎週日曜日6:20 - 6:45）で、引き続きパーソナリティーを務めている[4]。
    - かねてから旅行嫌いを公言しているが、本番組の中継については、「（山登りなどは）しんどいけど、健康にはよい」「（中継先の）放送局が御当地のうまいもの（料理）を集めてくれるので、一生食べられないものをいただける」と述べている。[5]
- 生中継キャスター
  - 山中真
    - 2009年3月までは、本番組の母体になった『ちちんぷいぷい』金曜日の生中継でリポーターを務めた。
    - MBSアナウンサーページにある自身のブログに、本番組の裏話を時々綴っている。2009年10月6日からは、MBSラジオの『MBSたびぐみ　とっておき旅ラジオ』（関西ローカルのナイターオフ番組）火曜日のパーソナリティを担当。生放送中に当番組の裏話を語ったり、中継先でお世話になった人に電話に出演してもらったりしている。
- ナレーター（主にオープニングや中継内での紹介映像）
  - 松川浩子（2009年9月までは「スタジオ見届けキャスター」として出演）
    - 2009年2月8日まで育児休業を取得。本番組が、復帰後初のレギュラー出演番組であった。同年9月11日からスタジオに登場していない。

  - 河田直也 （2009年9月までは「スタジオ見届けキャスター」→「板東英二サポーター2号」として出演）
    - 番組開始当初は、松川とともにスタジオから出演していた。しかし、板東の要望を受ける形で、「板東英二サポーター2号」として中継に参加（後述）。ただし、中継に登場する場合には、板東・山中らの生中継集団とは別の行動を取ることが多かった。
    - 「板東英二サポーター2号」になってからも、VTRのナレーションを担当したり、松川の代理でスタジオ見届けキャスターに復帰したりしていた。2009年10月の番組リニューアル以降は、中継にも登場しないが、総集編を放送する際には松川と交互にナレーションを担当している。

  - 番組内で放送されるVTRは、松川・河田以外のMBSアナウンサーや、『ちちんぷいぷい』のナレーター（南かおり・橋本のりこ）がナレーションを担当することもある。

過去
- スタジオ見届け人ゲスト（2009年9月まで不定期で出演）
  - 『ちちんぷいぷい』の金曜レギュラー（もしくはパネリスト）から、不定期で1人が登場。その場合には、同番組にも続けて出演していた。ただし、ゲストが出演せずに、松川（または河田）だけがスタジオから登場する回もあった。
    - 涌井雅之
      - 同番組の木曜日で長らく板東と共演した関係で、出演回数が最も多かった。『ちちんぷいぷい』の金曜中継と同様に、景勝地からの中継日にスタジオへ出演した際には、中継に映った植物を造園家の立場で詳しく解説。[6] 番組リニューアルを機に出演の機会を失ったが、板東の希望もあって、2010年1月15日の放送で初めて生中継に同行した。

    - 奥山佳恵
      - 番組の開始当初に数回出演。

    - ラサール石井
      - 2009年7月24日より、不定期で同番組（金曜日）への出演を再開。公私ともに板東との付き合いが深い。番組リニューアル後も、同年11月20日放送の総集編「"板東語録"で振り返る　肌で感じた日本の秋スペシャル」にゲスト出演。翌週（11月27日）の中継には、パートナーとして登場した。
      - 本人が出演していない2009年8月28日の放送では、実兄が経営するうどん店を板東が訪問。実兄も中継に登場した（後述）。

## スタッフ
- 構成：田中克典
- TM：高木久之（MBS）
- TD：山本一義（MBS）
- カメラ：中川伸行（MBS）
- EPU：高瀬勝広（MBS）
- 音声：立石正治（MBS）
- VE：上原英昭（MBS）
- LD：佐藤真史（MBS）
- 音効：磯部光
- 美術：中西勇二（MBS）
- タイトル：佐々木好一
- CG：紀野伸子（MBS企画）
- TK：前田典子
- イラスト：川崎あっこ
- 制作進行：谷英敏　板井勇人
- ディレクター：鎌迫敏弘（レジスタx1）、石原直行・中山真平（東通企画）
- 演出：松本繁男（Dクラッチ.）、田島敦夫（MBS）
- プロデューサー：坂井克行（MBS）
- チーフプロデューサー：田渕伸一（MBS）
- 技術協力：JNN系列局各社／エキスプレス、東通、放送映画製作所、アスカプロダクション、アーチェリープロダクション、トラッシュ、音選屋
- 美術協力：タイトルラボ、毎日舞台、高津商会、スタジオセルズ、モア
- 企画協力：メイワーク（表記無し）
- 制作協力：レジスタエックスワン、東通企画、MBS企画、Dクラッチ.
- 製作著作：毎日放送

### 過去のスタッフ
- プロデューサー：田中将徳（MBS）
- 演出：林智也（MBS）
- 美術：内田公幸（MBS）
- タイトル：松浦次郎（MBS）

## 事前番組
MBSでは、当番組の開始1週間前（2009年3月27日）の14:00 - 14:55に、TBS系列11局ネットで事前番組『祝!バンバンバン来週開幕 こんな中継してきましたSP』を生放送した。
同番組では、板東および視聴者に対する予習を兼ねて、『ちちんぷいぷい』で過去に山中や河田などが担当してきたアナウンサー中継のダイジェストを中心に構成。同番組で長らく山登り中継のリポーターを務めた上泉雄一も、経験者として板東へ直々にアドバイスを送った。番組の後半には、本番組と同じ日に始まる『そらナビ』の内容を、VTRで紹介していた。

## 訪れた場所
- 関西（MBSの放送エリアである近畿2府4県と徳島県、福井県嶺南）以外の場所から生中継する場合、原則は毎日放送所有の衛星中継車を利用して系列局を通さず単独で中継を行うが、地元=訪問先JNN系列局の技術スタッフも同行する場合もある（エンディングの字幕で「技術協力」の形で表示）。ただし、後述のように訪問先とは異なるJNN系列局が技術協力に携わることもある。（携わるのは主にJNN基幹局）
- 河田が「板東英二サポーター2号」として中継に加わるようになってからは、板東・山中の中継先（下記）とは別の場所の上空から、ヘリコプターに乗った河田が街の様子を伝えることがあった。[7]

### 2009年

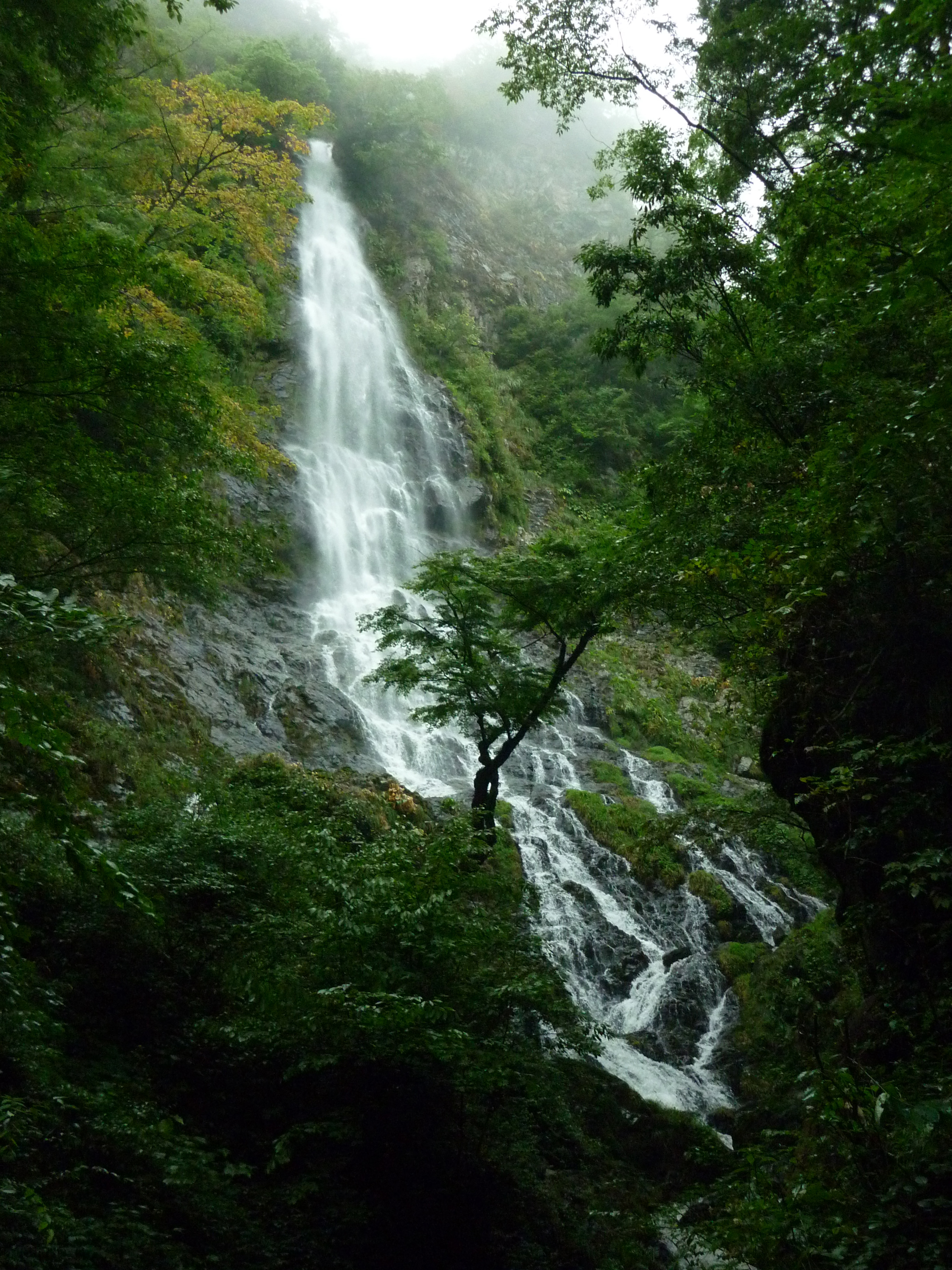
番組第1回目で訪れた天滝（兵庫県養父市）

◎：当番組の開始前に『ちちんぷいぷい』（関西ローカル）山登り中継で放送した場所
- 4月3日 - 兵庫県養父市・天滝◎
- 4月10日 - 京都府京都市・大文字山
- 4月17日 - 福島県大沼郡金山町・大塩温泉（スタッフ同行：TUF）
- 4月24日 - 滋賀県大津市・揚梅の滝◎
- 5月1日 - 富山県中新川郡立山町・立山黒部アルペンルート（スタッフ同行：TUT）
- 5月8日 - 新潟県妙高市・苗名滝◎
- 5月15日 - 奈良県御所市・大和葛城山（技術協力：TBS・TBC[8]）
- 5月22日 - 静岡県賀茂郡河津町・大滝温泉
- 5月29日 - 長野県北佐久郡軽井沢町・旧軽井沢別荘地
- 6月5日 - 岐阜県本巣市・根尾川
- 6月12日 - 千葉県安房郡鋸南町・日本寺[9]
- 6月19日 - 三重県熊野市・熊野古道・丸山千枚田
- 6月26日 - 神奈川県足柄下郡箱根町・大涌谷・強羅別荘地[10]
- 7月3日 - 大分県玖珠郡九重町・九重"夢"大吊橋・飯田高原・長者原温泉郷（技術協力：OBS・RKB・CBC）
- 7月10日 - MBSギャラクシースタジオ（2009春夏 総集編）
  - 放送開始から前週まで放送してきた生中継の名場面を振り返る特別版として、MBSのスタジオから初めての全編生放送を実施した。山中と板東も、本放送開始後初めてスタジオに登場。板東が河田に対して、「スタジオでなく、（中継）現場で働いてくれないか」と主張する一幕もあった。
- 7月17日 - 岐阜県不破郡垂井町・春日養蜂場[11]
- 7月24日 - 大阪府泉南郡田尻町・大阪湾・田尻漁港
- 7月31日 - 兵庫県淡路市・淡路島岩屋漁港・美湯「松帆の郷」
- 8月7日 - 兵庫県神戸市北区・有馬温泉
- 8月14日 - 三重県多気郡大台町・宮川
- 8月21日 - 京都府京丹後市・琴引浜海岸
- 8月28日 - 大阪府大阪市住吉区・阿倍野区、阪堺電軌沿線地区
- 9月4日 - 「板東英二 69回目の夏スペシャル」
  - レギュラー全員とラサール石井の出演で、MBSギャラクシースタジオから生放送。同年7〜8月の中継ダイジェストや、CM中の未放送映像を紹介した。
- 9月11日 - 兵庫県三方郡香美町・香住漁港、兵庫県立香住高等学校[12]
- 9月18日 - 北海道上川郡美瑛町・パッチワークの丘地区（技術協力：HBC・RKB）
- 9月25日 - 富山県高岡市&射水市・万葉線沿線地区（技術協力：TUT・RKB）
- 10月2日 - 徳島県名西郡神山町・雨乞の滝◎（パートナー：石川梨華）
- 10月9日 - 京都府南丹市・丹波高地（パートナー：石川梨華、宇都宮まき、菅広文＜ロザン＞）
- 10月16日 - 鹿児島県垂水市&鹿児島市、錦江湾、海潟漁港、桜島（パートナー：山口もえ、技術協力：RCC・RKB・MBC）
- 10月23日 - 京都府京都市右京区・嵐山地区（パートナー：和希沙也）
- 10月30日 - 栃木県日光市・霧降高原・霧降の滝（パートナー：和希沙也）
- 11月6日 - 東京都世田谷区・駒沢公園ハウジングギャラリー（パートナー：新山千春）
- 11月13日 - 兵庫県宍粟市・原不動の滝◎（パートナー：マルシア）
- 11月20日 - MBSギャラクシースタジオ（2009年秋 総集編）「板東英二が肌で感じた日本の秋スペシャル」
  - ラサール石井がスタジオゲストとして、当番組と『ちちんぷいぷい』に出演。板東がラサールに対して、滝中継にパートナーとして同行することを勧める一幕もあった。[13]
- 11月27日 - 三重県多気郡大台町・大杉谷&不動滝（パートナー：ラサール石井）
- 12月4日 - 静岡県富士宮市[14]
- 12月11日 - 大阪府堺市・門真市・大阪市
- 12月18日 - 岐阜県高山市
- 12月25日 - 神奈川県小田原市

### 2010年
- 1月8日 - 京都府京都市

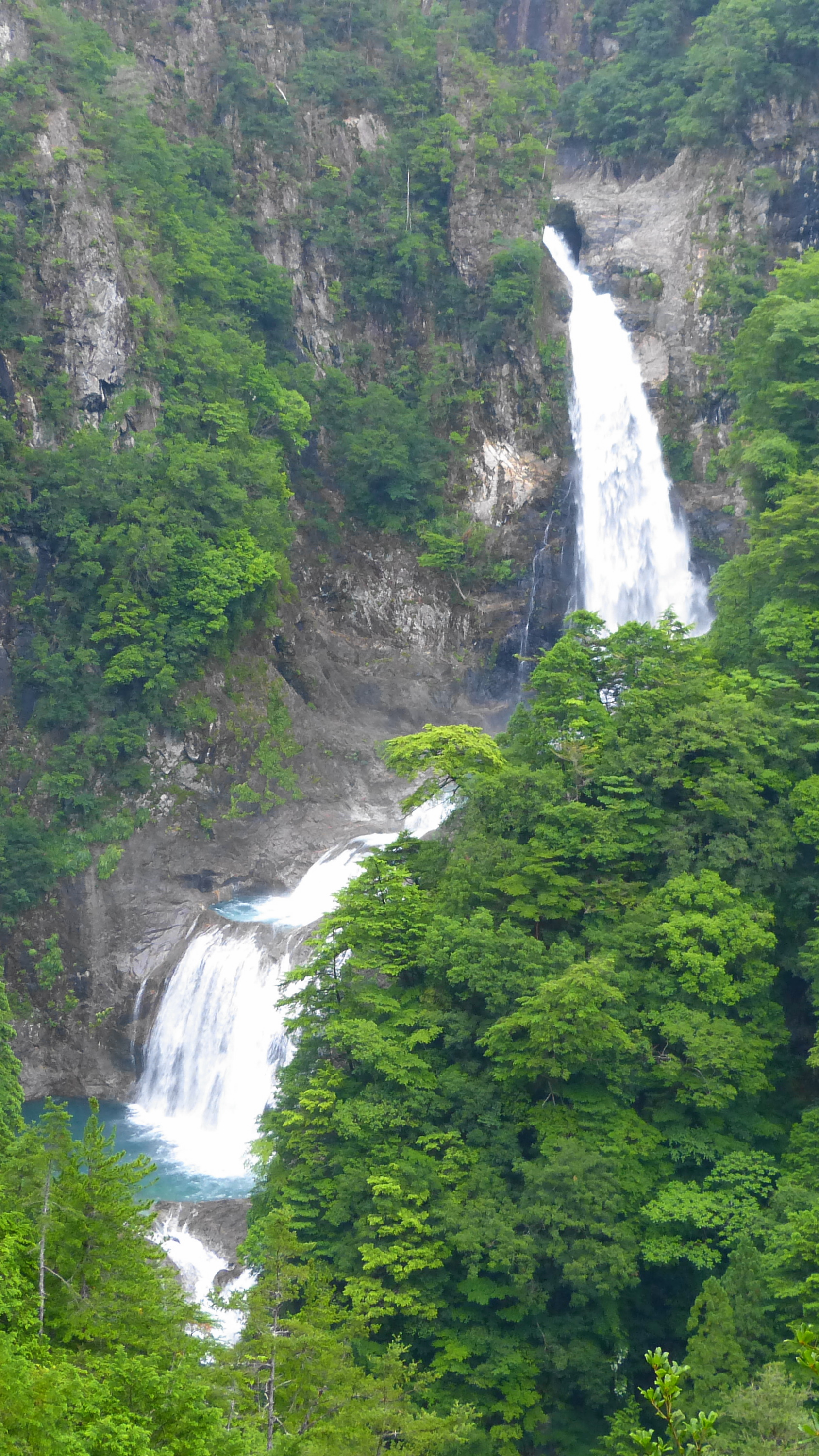
番組最終回で訪れた不動七重の滝（奈良県下北山村）

- 1月15日 - 岐阜県下呂市、濁河温泉・仙人滝（パートナー：涌井雅之）[15]
- 1月22日 - 千葉県・房総半島
- 1月29日 - 青森県八戸市
- 2月5日 - 京都府京都市
- 2月12日 - 三重県鳥羽市・答志島
- 2月19日 - 京都府京都市
- 2月26日 - 徳島県鳴門市・兵庫県南あわじ市
- 3月12日 - 京都府京都市
- 3月19日 - 日本一の定食作り総集編
- 3月26日 - 最終回:奈良県吉野郡下北山村・不動七重滝[16]

## 視聴率
- 関西地区では3% - 4%程度で推移。関東地区では番組開始以降、たびたび1%台を記録しており、これが打ち切りの原因になったと考えられる[17]。
- 板東は中継のたびに、「業界内（芸能人やマスコミ関係者）での視聴率は高い」「（中継での板東について）アイドルや芸人からいろいろ突っ込まれている」と言っていた。

## 備考
- MBS制作の平日14時台のワイド番組は『っちゅ〜ねん!』（関西ローカル）以来3年ぶりであり、ネット番組では『はーい!昼ナマ』[18] 以来10年半ぶりである。
- 提供クレジットの表示時やCM前には、タイトルにちなんで、「バン・バン・バン」（ザ・スパイダース）や「BAN BAN BAN」のカバーバージョン（猿岩石）をBGMで流している。
- 番組エンディングでは次週訪れる予定の場所予告をしておらず、当該週の番組本番直前まであえて伏せていたが、実質的に生中継最終回となった11月27日放送分からは、エンディングで次週の予告を始めた。
- 改編期首（1月・4月・7月・10月）には、その週末に放送が開始される連続ドラマの宣伝を目的に、そのドラマに出演する主要俳優が『そらナビ』とセットで登場することがある。ただし本番組では、TBSのスタジオからの生中継より、板東および視聴者に向けてのVTRメッセージで登場することが多い。
- 番組内でTBS（または系列局）から緊急扱いで全国向けのニュースや中継リポートを放送する場合には、本番組の中継を一時中断。松川がMBSのスタジオに待機していた時期には、中継映像をいったんスタジオに切り替えてから、ニュースや中継につないでいた。
  - 2009年4月24日の放送中（14時40分頃）には、前日逮捕された草彅剛（SMAP）釈放に関するTBS記者のリポート（原宿警察署前からの生中継）を挿入した。
  - 8月7日には、中継の合間に、TBSのニューススタジオから酒井法子（同日、覚醒剤所持容疑で逮捕状が出された）に関するニュースを放送した。
  - 10月23日の放送中には、MBSのスタジオを介さずに（この時点ですでにMBSスタジオでのフォローは廃されていた）、麻薬及び向精神薬取締法違反に問われた押尾学被告の初公判に関するTBS記者のリポート（東京地裁前からの生中継）を挿入した。
- 放送日によっては、TBS系列で放送されるスポーツ中継のPRを兼ねて、本編とは直接関係のない中継映像をエンディング近くに挿入。山中・松川・河田以外のMBSアナウンサーが、中継リポーターとして登場する。
  - 2009年8月14日には、翌日からTBS系全国ネットで放送する世界陸上ベルリン大会中継の宣伝を兼ねて、上田悦子が京都市内からの中継で登場した。[19]
  - 2009年11月20日には、MBSが制作する男子プロゴルフ中継ダンロップフェニックストーナメントの告知を兼ねて、結城哲郎が開催コース（宮崎市のシーガイアにあるフェニックスカントリークラブ）からの中継に登場。前日（初日）のダイジェスト映像と当日（2日目）のスコア速報を放送した。
- 板東は、2009年9月23日にTBS系列で放送された『はなまるマーケット』の「はなまるカフェ」にゲストとして出演した際に、本番組での生中継の裏話を披露した。出演の際には、当番組の番宣ポスターがスタジオに貼り出されたほか、番組内で当番組のCMが放送された。
- 2010年1月1日は第54回全日本実業団対抗駅伝（ニューイヤー駅伝）中継（8:50 - 14:30）及び『痛快!明石家電視台正月スペシャル』（14:30 - 16:30）放送のため、3月5日はMBS制作の『インスタントラーメン発明物語 安藤百福伝』(生誕100年記念番組)放送のため休止。
- 当番組終了をもって1975年の『妻そして女シリーズ』以来35年間続いてきた昼のMBS制作全国ネット枠は廃枠となった。